# مسیه ۳۷
مسیه ۳۷(به انگلیسی: Messier 37) یا ان‌جی‌سی ۲۰۹۹ یک خوشه ستاره‌ای باز در صورت فلکی ارابه‌ران است که فاصله آن از زمین چهار هزارو ششصد سال نوری و قدر ظاهری آن ۶.۰ است.

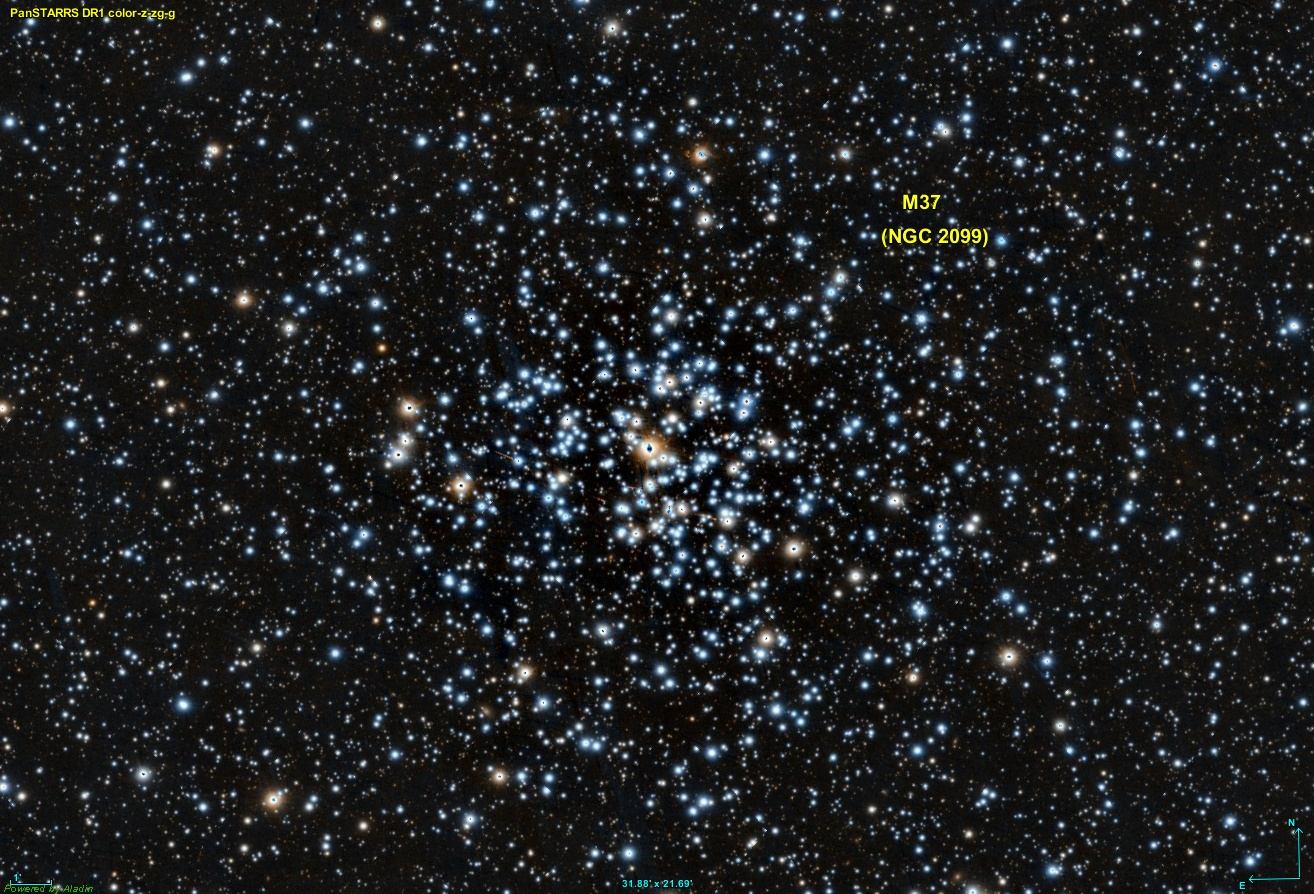
موقعیت ستارهٔ مسیه ۳۷ (ان‌جی‌سی ۲۰۹۹)